# Netzwerk Apostolische Geschichte
Das Netzwerk Apostolische Geschichte, eine überkonfessionelle und unabhängige Interessengemeinschaft
für die Erforschung der Geschichte der Apostolischen Glaubensgemeinschaften, bildete sich im Anschluss an ein Treffen von Geschichtsinteressierten am 18./19. Oktober 2008 in Coswig (Anhalt).
Der gemeinnützige Trägerverein Netzwerk Apostolische Geschichte e. V. wurde am 5. September 2010 in Bielefeld gegründet.

## Anliegen
Das Netzwerk bietet allen Interessierten an der Geschichte der apostolischen Gemeinschaften, zum Beispiel im Bereich der katholisch-apostolische Gemeinden, der Neuapostolischen Kirche oder der Vereinigung Apostolischer Gemeinden eine Plattform zum Informations- und Materialaustausch. Jährlich finden bundesweite Treffen statt. Das Netzwerk arbeitet überkonfessionell, die Teilnehmer des Netzwerks gehören verschiedenen Konfessionen an. Die Treffen und die Mitarbeit im Netzwerk stehen allen Interessierten offen. Das Archiv Brockhagen ist seit Juli 2012 regelmäßig zugänglich.

## Geschichte
Im Jahr 2008 trafen sich Interessierte an der Geschichte der apostolischen Gemeinschaften aus ganz Deutschland zu einem ersten Treffen in Coswig (Anhalt). Ziel des Treffens war es, Themenreferate zu präsentieren, Materialien auszutauschen und Kontakte zu knüpfen. Da bislang keine derartige Organisation oder Plattform existierte, schlossen sich die Teilnehmer zunächst zu einem informellen Netzwerk zusammen. Dies geschah kurze Zeit später durch den Aufbau einer Internetseite und einer geschlossenen Mailingliste. Weiter vernetzte man sich durch Schriftverkehr, Materialaustausch und Arbeitsteilung, die über das Internet koordiniert wurde.
Später entstanden größere kollaborative Projekte, wie der Gedanke eines gemeinsamen Archivs. Nach Aufrufen zu Archivspenden im Bereich der apostolischen Gemeinschaften wurden inzwischen über 6.400 Materialien zusammengetragen (Stand 2016). Die Schriftstücke und Medien können seit Juli 2012 im eigenen Forschungsarchiv Brockhagen eingesehen werden. Ein weiteres Projekt ist das APWiki zur Geschichte der apostolischen Gemeinschaften. Das Wiki, welches seit Frühjahr 2010 im Internet zu erreichen ist, ist die erste Enzyklopädie über die apostolischen Glaubensgemeinschaften. Die frei zugängliche Internetseite hat mittlerweile über 2.300 Einträge. Seit Mitte 2012 betreibt die Initiative auch das Onlinearchiv Apostolische-Dokumente.de mit über 2.200 online abrufbaren Schriften.
Deutschlandweite Beachtung erlangte das Netzwerk während und nach der Teilnahme am 2. Ökumenischen Kirchentag in München. Man bot dort unter anderem inhaltliche Gesprächskreise an, die durchaus kontrovers verliefen und nicht unwesentliche Reaktionen in den unterschiedlichen Lagern der apostolischen Glaubensgemeinschaften hervorriefen.

### Vereinsgründung
Am Sonntag, den 5. September 2010 wurde in dreistündiger Sitzung in Bielefeld von 14 Gründungsmitgliedern die Vereinsgründung des Trägervereins beschlossen, der den Namen Netzwerk Apostolische Geschichte e. V. tragen sollte. Als Vorstand dieses Vereins wurden Mathias Eberle (Bielefeld, erster Vorsitzender), Sebastian Müller-Bahr (Kabelsketal, zweiter Vorsitzender) und Volker Wissen (Düsseldorf, Kassierer) gewählt. Der Verein soll die Aktivitäten des Netzwerks Apostolische Geschichte koordinieren und eine organisatorische Basis für Forschungsvorhaben und Veranstaltungen darstellen. Im Januar 2011 waren Gründung, Eintragung und Anerkennung der Gemeinnützigkeit abgeschlossen. 
Im Herbst 2012, 2014, 2016 und 2018 wurde der oben genannte Vorstand einstimmig wiedergewählt. Im Herbst 2021 wurde Sebastian Müller-Bahr als zweiter Vorsitzender verabschiedet, für ihn wurde Hans Kuritz (Werder) gewählt. Das neu geschaffene Vorstandsamt des Schriftführers besetzte Lasse Eggers (Olbernhau).

### Archiv Brockhagen

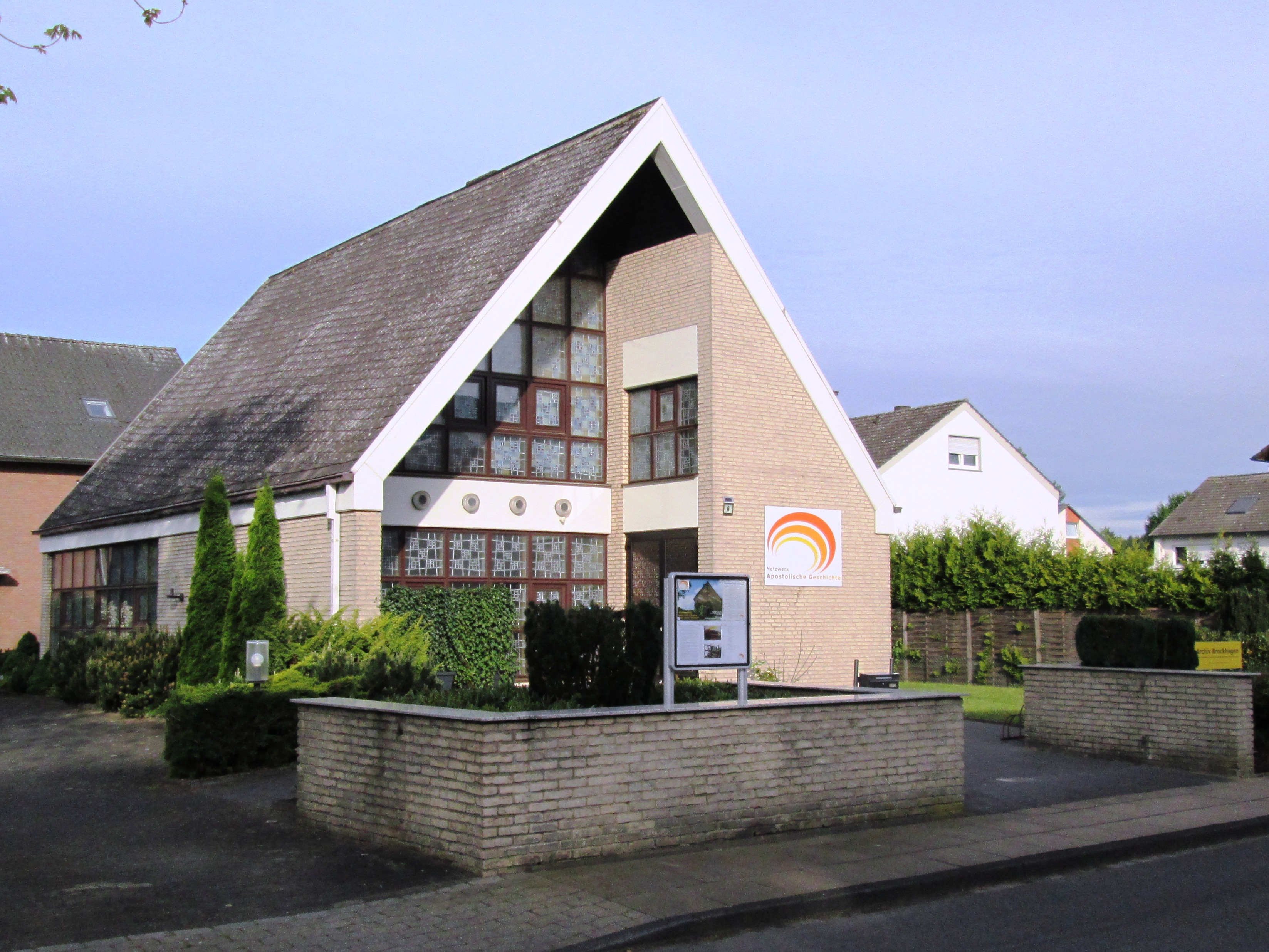
Außenansicht Archiv Brockhagen im Mai 2014

Der gemeinnützige Verein betreibt seit Dezember 2011 das erste Forschungsarchiv zur Geschichte der Apostolischen Glaubensgemeinschaften, das Archiv Brockhagen. Das frei zugängliche und unabhängige Archiv mit Bibliothek und Seminarraum hat seinen Sitz in der ehemaligen Neuapostolischen Kirche Brockhagen in Steinhagen bei Bielefeld und wurde am 30. Juni 2012 offiziell eröffnet. Weiterhin finden an diesem Ort regelmäßig öffentliche Vorträge und Zusammenkünfte statt. Das Gebäude wurde zunächst durch den Verein von der Neuapostolischen Kirche NRW bzw. Westdeutschland gemietet. Im Jahr 2021 erwarb der Verein dann das Gebäude von der Kirche.

### Begegnungsstätte IMPULS
Der Verein kündigte für Sommer 2019 die Eröffnung einer Begegnungsstätte in der Merseburger Innenstadt an. Diese soll zukünftig für Veranstaltungen und Aktivitäten des Netzwerks zur Verfügung stehen, aber auch den ökumenischen Dialog vor Ort fördern und beispielsweise jugendlich-christlichen Gruppen als Treffpunkt dienen. Ein eigenständiger und vom Netzwerk Apostolische Geschichte losgelöster Verein betreibt seit Herbst 2019 die Begegnungsstätte eigenständig.

## Finanzen
Die Teilnahme im Netzwerk ist kostenfrei, für die Mitgliedschaft im Verein wird ein Mitgliedsbeitrag in Höhe von (nach eigener Wahl) 30, 60 oder 120 Euro je Jahr erhoben. Die Treffen und Zusammenkünfte werden durch Tagungspauschalen der jeweiligen Teilnehmer finanziert. Weitere öffentliche Auftritte, wie auf dem ÖKT 2010, werden mit Spendengeldern und dem Vereinsvermögen bezahlt.

## Rezeption
Die Evangelische Zentralstelle für Weltanschauungsfragen (kurz: EZW) urteilte im Dezember 2013 über die Arbeit des Netzwerks wie folgt:

„Denn im Gegensatz zu der damaligen interessegeleiteten NAK-Geschichtsschreibung ‚von oben‘ handelt es sich um einen freien Verein, eine Laieninitiative von Geschichtsinteressierten, die unabhängig von Kirchenhierarchien an der Erforschung der apostolischen Geschichte arbeitet. (…)
Das Netzwerk ist international (Deutschland, Schweiz, Niederlande) und konfessionsübergreifend (NAK, VAG, reformierte Kirche, katholisch-apostolische Gemeinden). Das ist bemerkenswert, denn die genannten apostolischen Gruppen stehen in mehr oder weniger spannungsgeladenem Verhältnis zueinander, was den Beteiligten auch bewusst ist. Trotz des guten persönlichen Miteinanders will das Netzwerk aber nicht primär als Beitrag zur interkonfessionellen Versöhnung wirken. Auch als Bündnis zur historiografischen Unterstützung der Reformkräfte in der NAK oder gar zur Argumentationshilfe für die Aussteigergruppen wäre es missverstanden. Ziel und Anspruch des Netzwerks sind die Sammlung und historisch-kritische Erforschung von Quellen aus allen Phasen und Zweigen der apostolischen Geschichte. (…)
Wer mit der traditionellen neuapostolischen Geschichtsschreibung vertraut ist, bemerkt sogleich den Kontrast: Soweit Geschichte im Kontext der radikalen Naherwartung überhaupt von Interesse war – und das ist bis heute in weiten Teilen der NAK nicht der Fall –, wurde zumeist im konfessorischen Duktus und in apologetischer Absicht gearbeitet. Im Netzwerk hingegen leistet man klassische historische Quellenforschung und schreckt dabei auch vor brisanten Themen und Forschungsergebnissen nicht zurück (Bischoffs Botschaft, Entschlafenenwesen).“

### Tagungsbände, direkt vom Netzwerk Apostolische Geschichte
- Die apostolischen Gemeinden im Umbruch – 1863 bis 1900. Nürtingen 2008, ISBN 978-3-939291-03-9
- Aufbau, Ausbau, Trennungen. Die Entwicklung der apostolischen Gemeinschaften im ersten Drittel des 20. Jahrhunderts. Nürtingen 2009, ISBN 978-3-939291-04-6
- Kirche auf dem Weg – die apostolischen Gemeinschaften im Verlauf des 20. Jahrhunderts. Bielefeld 2010, ISBN 978-3-939291-06-0
- Frankfurt im Spiegel der Geschichte der Apostolischen Gemeinschaften. Steinhagen 2013, ISBN 978-3-939291-07-7
- Die katholisch-apostolischen Gemeinden im Wandel der Zeit. Steinhagen 2014, ISBN 978-3-939291-10-7

### Auswahl an Literatur, bzw. Arbeiten von Mitgliedern des Netzwerk Apostolische Geschichte
- Schmolz, Dominik: Kleine Geschichte der Neuapostolischen Kirche, Edition Punctum Saliens Verlag, Steinhagen 2013, ISBN 978-3-939291-08-4
- Wissen, Volker: Zur Freiheit berufen – Ein Porträt der Vereinigung Apostolischer Gemeinden und ihrer Gliedkirchen, Remscheid 2008, ISBN 978-3-86870-030-5
- Diersmann, Edwin: An ihren Früchten sollt ihr sie erkennen – Das Erbe von F.W. Schwarz, ReDi-Roma Verlag, 10.2007, ISBN 978-3-940450-20-3
- Eberle, Mathias: Die Liturgie. - Andachtsbuch zum Gebrauch bei allen Gottesdiensten der christlichen Kirche.  Hamburg, 1864. Kommentierte Neuausgabe mit den Änderungen der zweiten Auflage von 1894., Nürtingen 2008, Edition Punctum Saliens Verlag
- Wissen, Volker: Theologische Entwicklungen der Vereinigung Apostolischer Gemeinden (VAG) von 1956 bis heute., Remscheid 2009, ISBN 978-3-940450-19-7
- Diersmann, Edwin: Die Kirchenspaltung in der HAZEA Edition Punctum Saliens Verlag, Bielefeld 2011, ISBN 978-3-939291-05-3
- Fadire, Peter: Das Werk des Herrn ReDi-Roma Verlag, 2011, ISBN 978-3-86870-308-5
- Diersmann, Edwin: The Katholsk-Apostoliske Menighet in Norway Edition Punctum Saliens Verlag, Steinhagen 2015, ISBN 978-3-939291-09-1